# Resolució 1698 del Consell de Seguretat de les Nacions Unides
La Resolució 1698 del Consell de Seguretat de les Nacions Unides fou adoptada per unanimitat el 31 de juliol de 2006. Després de recordar totes les resolucions anteriors sobre la situació a la República Democràtica del Congo, incloses les resolucions 1493 (2003), 1533 (2004), 1552 (2004), 1565 (2004), 1592 (2005), 1596 (2005), 1616 (2005), 1649 (2005) i 1654 (2006), el Consell va renovar les sancions contra el país fins al 31 de juliol de 2007.
La resolució es va aprovar després de les primeres eleccions generals en 40 anys.

## Resolució

### Observacions
El Consell de Seguretat va condemnar el tràfic d'armes il·legal a la República Democràtica del Congo i va expressar la seva intenció de seguir vigilant de prop l'embargament que imposava la Resolució 1493. A més, la presència de milícies i forces estrangeres a les províncies d'Ituri, Kivu Nord i Kivu del Sud.

### Actes
En virtut del Capítol VII de la Carta de les Nacions Unides, el Consell va reiterar les exigències de complir amb les resolucions 1493, 1596 i 1649, i va ampliar les sancions i el mandat del grup d'experts que vigilava la seva implementació fins al 31 de juliol de 2007, a la llum de l'incompliment.
Mentrestant, el Consell va declarar la seva intenció de prendre mesures addicionals contra el finançament de grups armats i milícies i va instar al Govern de la República Democràtica del Congo a ampliar la seva autoritat a tot el país. A més, els membres del Consell van decidir ampliar les disposicions de la Resolució 1596 als líders polítics i militars que utilitzen els nens en conflictes armats en violació del dret internacional i també contra els individus que assenyalen com a objectiu als nens en temps de guerra.
Finalment es va requerir a totes les parts que cooperessin amb el grup d'experts i es va instar a Uganda a complir les seves obligacions en la Resolució 1596.